# یابالاکلی
یابالاکلی (انگلیسی: Yabalakly) یک شهرک در شهرستان چیشمینسکی در استان باشقیرستان کشور روسیه است.